# Bugio (ritmo)

Bugiu é um estilo musical brasileiro, de compasso binário, originário do estado do Rio Grande do Sul.
O nome do ritmo e os movimentos executados na dança são inspirados no bugio (Alouatta guariba clamitans), primata anteriormente comum no interior gaúcho e hoje ameaçado de extinção. As origens da criação do ritmo são controversas, sendo que algumas pessoas acreditam que tenha surgido na tentativa de imitar o ronco do bugio usando o jogo de fole da gaita.
O Bugiu era um estilo musical restrito às classes menos desenvolvidas da sociedade gaúcha, sendo aceita aos poucos pela alta sociedade. A dança lembra os movimentos do bugio, com dois passos para cada lado e um pequeno pulo lateral na passagem do segundo para o terceiro movimento.
A autoria da criação é dada à Neneca Gomes, morador da localidade do Mato Grande, Quinto Distrito de São Francisco de Assis.
Atualmente, existem festivais dedicados ao bugio, como o "Ronco do Bugio" em São Francisco de Paula e o "Querência do Bugio" em São Francisco de Assis.
Após 10 anos de pesquisa, em  2022, o acordeonista Israel da Sois Sgarbi, lança o livro O Ritmo Bugiu, nos Campos de Cima da Serra e no Rio Grande do Sul, diferenciando a escrita com U final, conforme já fazia Adelar Bertussi. 